# Hana Guy
Hana Guy (* 8. Juni 1969 als Hana Adamková) ist eine ehemalige neuseeländische Tennisspielerin.

## Leben
Guy war 1987 europäische U18-Jugendmeisterin und von 1988 bis 1992 Teilnehmerin an zahlreichen WTA-Turnieren. 1992 spielte sie zwei Einzelpartien für die neuseeländische Fed-Cup-Mannschaft, unter anderem auch gegen Anke Huber in Frankfurt. 
Nach dem Ende ihrer Profikarriere war sie zweimalige Hessenmeisterin im Einzel. Sie arbeitete für den hessischen Tennisverband und den Offenbacher Tennisclub OTC.
Guy ist verheiratet mit Steve Guy und hat zwei Kinder.